# Eccidio di Cogna
(Adriano Tardelli, 1º febbraio 1945)
L'eccidio di Cogna è stata una strage fascista avvenuta nell'omonima frazione di Piazza al Serchio il 1º febbraio 1945 e nella quale furono uccisi sei uomini dai repubblichini della 4ª Divisione alpina "Monterosa". 

## Antefatti
La sera del 28 gennaio 1945 una pattuglia di alpini della divisione "Monterosa" ingaggiò un conflitto a fuoco con una squadra partigiana nei pressi di Cogna, frazione del comune di Piazza al Serchio, nell'alta Garfagnana. In seguito allo scontro due militari repubblichini rimasero feriti. Uno dei due, ferito in maniera gravissima, morì mentre veniva ricoverato presso la locale caserma.

## L'eccidio
Per vendicare la morte del militare, il generale Mario Carloni ordinò di fucilare sei uomini detenuti nel carcere di Camporgiano, tutti rinchiusi per reati politici. Tra essi figuravano Adriano Tardelli, detto Il Baionetta, un attivissimo fiancheggiatore della Resistenza locale, e Agostino Talani, sospettato dai fascisti di presiedere il CLN di Sillano. Al gruppo di condannati fu aggiunto il parroco che aveva apertamente biasimato l'operato dei militi repubblichini. Portati sul luogo dove alcuni giorni prima era rimasto ferito mortalmente l'alpino, i sei ricevettero i sacramenti e poi furono fucilati. Tutti i condannati vennero finiti con un colpo alla testa.

## Vittime
- Alfredo Ferrari, di Vagli Sotto;
- Cesare Ferrari, di Vagli Sotto;
- Amerigo Pedrini, di Vagli Sotto;
- Giovanni Samassa, di Sillano;
- Agostino Talani, di Sillano;
- Adriano Tardelli, di Capanne di Careggine

## Monumenti
Nel 1956 la sezione di Piazza al Serchio dell'Associazione Nazionale Alpini ha eretto un cippo in ricordo dei Martiri nel luogo esatto dell'eccidio.